# Johan Daniel Berlin

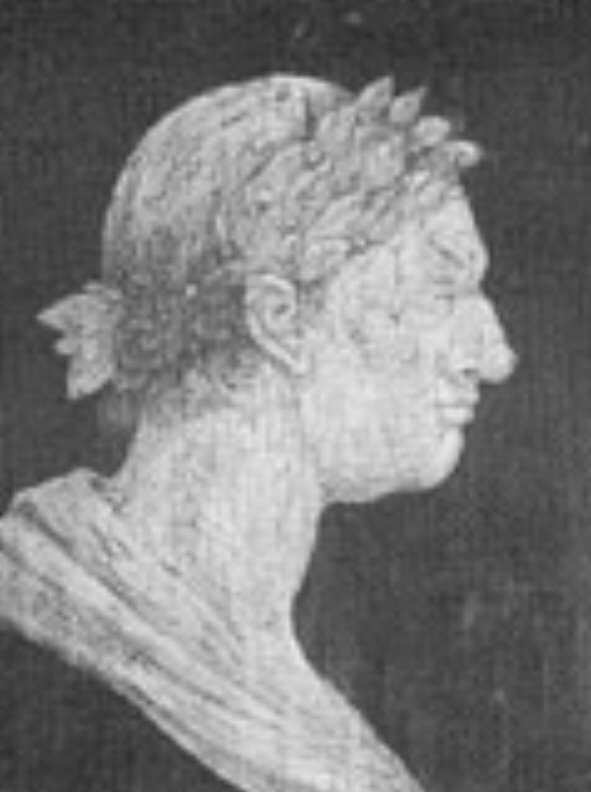
Johan Daniel Berlin (1786)

Johan Daniel Berlin (* 12. Mai 1714 in Memel; † 4. November 1787 in Trondheim, Norwegen) war ein dänisch-norwegischer Komponist und Organist.

## Leben
Johan Daniel Berlin ging von 1730 bis 1737 beim Kopenhagener Stadtmusikanten Andreas Berg in die Lehre. Von 1737 bis 1767 wirkte er als Stadtmusikant in Trondheim, wo er 1740 die Stelle als Domorganist antrat. Er wurde Vater von neun Kindern, von denen drei Söhne in den Fußstapfen ihres Vaters folgen sollten und sich als Musiker betätigen.
Berlin ist wohl eine der merkwürdigsten Gestalten in der Geschichte der Stadt Trondheim. Er veranstaltete Konzerte, komponierte, verfasste 1744 das erste musikalische Lehrbuch in dänischer Sprache (Musikaliske Elementer), veröffentlichte 1765 eine Abhandlung über musikalische Stimmung, wirkte als Landkartenzeichner, Architekt, Leiter der Feuerwehr und als Inspektor der 1777 gegründeten Wasserwerke. Er gehörte zum Kreis einer Gelehrtengruppe, Det Kongelige Norske Videnskabers Selskab, in deren Veröffentlichungen er über meteorologische und astronomische Beobachtungen berichtete. Er konstruierte Musikinstrumente, wie zum Beispiel ein „Viola da Gamba Claveer“ (1746) und ein noch erhaltenes Monochord (1752).
Johan Daniel Berlin war ein produktiver Komponist, aber wenige Werke sind erhalten. Es handelt sich dabei um drei Sinfonien für Orchester (alle in D-Dur), ein Violinkonzert in A-Dur, Kleinstücke für Cembalo und eine Sonatine in d-Moll, die 1751 in Augsburg veröffentlicht wurde.
Sein Sohn Johan Henrich Berlin (1741–1807) wurde ebenfalls Komponist und Organist.

## Trivia
Johan Daniel Berlin lebte fast gleichzeitig wie sein Komponistenkollege Christoph Willibald Gluck (2. Juli 1714 – 15. November 1787).